# Battaglia di Nicopoli
La battaglia di Nicopoli, conosciuta anche come crociata di Nicopoli, è stato un conflitto avvenuto a Nicopoli il 25 settembre 1396 tra lo schieramento franco-ungherese e quello ottomano. A volte la battaglia è datata da alcuni storici il 28 settembre.

## Cause della guerra
Ci furono molte crociate minori nel XIV secolo, intraprese da diversi re e cavalieri. Poco prima della battaglia di Nicopoli ci fu una crociata contro la Tunisia, nel 1390, e le Crociate del Nord lungo il litorale baltico. Dopo aver vinto la battaglia del Kosovo nel 1389 gli ottomani conquistarono una parte consistente dei Balcani, riducendo in tale modo l'Impero bizantino quasi al territorio circostante Costantinopoli, che continuarono ad assediare.
Nel 1395 il re bulgaro Ivan Šišman perse Nicopoli, diventata dopo la caduta di Tarnovo nel 1393 la sua temporanea capitale. In seguito a questo fatto, suo fratello Ivan Stratsimir - re della parte nordoccidentale del paese con capitale la città di Vidin fu costretto a diventare un vassallo ottomano. Il Regno d'Ungheria divenne la frontiera fra le due religioni in Europa orientale e gli ungheresi erano in pericolo di attacco. La Repubblica di Venezia inoltre temeva che gli ottomani le strappassero il controllo dell'Adriatico.
Nel 1394 papa Bonifacio IX proclamò una nuova crociata contro i turchi, anche se in quei tempi lo scisma d'Occidente aveva minato l'autorità papale, con due papi rivali, uno ad Avignone e uno a Roma, dei quali nessuno aveva più il potere necessario da dichiararne una. Tuttavia, l'Inghilterra e la Francia giunsero ad una tregua nella guerra dei cent'anni e Riccardo II e Carlo VI erano disposti a collaborare per finanziare una crociata. Le trattative francesi per una crociata assieme a Sigismondo, re dell'Ungheria, cominciarono già nel 1393.

## Preparativi
Il futuro duca Duca Giovanni I portò una forza di circa 10000 uomini dalla Borgogna, principalmente cavalieri, con un contingente inglese di circa 1000 uomini. Vi erano inoltre circa 6000 uomini venuti dal Palatinato, dalla Baviera e da Norimberga. Sigismondo guidò il contingente più grande, forte di circa 60000 uomini. Le truppe francesi partirono da Montbéliard nell'aprile del 1396, arrivarono a Vienna tra maggio e giugno ed incontrarono Sigismondo a luglio.
Mircea I, principe della Valacchia, partecipò con un contingente all'esercito dei crociati.  Mircea I non era uno sconosciuto per gli ottomani: un anno prima, nel 1395, aveva inflitto parecchi colpi allo stesso Bayezid I nella battaglia di Rovine e nella battaglia della Dobrugia.
Johann Schiltberger, un crociato della Baviera che cadde prigioniero a Nicopoli, successivamente descrisse la battaglia nelle sue memorie. Furono proposte due tattiche militari differenti: quella dell'esercito dei crociati e quella di Mircea I, che chiese a Sigismondo di poter condurre una missione di ricognizione per valutare la condizione dei nemici in modo da usare la tattica migliore. Dopo la missione con la cavalleria leggera Mircea I chiese l'appoggio di Sigismondo per l'attacco, che sarebbe dovuto partire dalla destra.
Ma per i cavalieri francesi ed ungheresi, ignari delle tattiche ottomane, la strategia di Mircea I era inaccettabile. Giovanni I si rifiutò di cedere l'onore di essere il primo ad attaccare, poiché aveva viaggiato molto a lungo e speso molto denaro per la spedizione, quindi prese con sé circa 10 000 uomini e marciò verso la parte sud di Nicopoli. La campagna fu saccheggiata assieme alla città di Rahova e gli abitanti furono uccisi o presi prigionieri.

## Assedio a Nicopoli
La città era ben difesa e ben fortificata ed i crociati non avevano con sé macchine d'assedio, tuttavia non si arresero e aspettarono che gli ottomani facessero la prima mossa. Il sultano Bayezid I, che nel frattempo stava assediando Costantinopoli, riunì il suo esercito e marciò verso Nicopoli. L'avanguardia era comandata da Evrenos Bey, mentre il grosso rimaneva sotto il comando generale del sultano, coadiuvato dai figli e da Kara Timurtaş. Il suo alleato, Stefano III Lazaro di Serbia, si unì a lui e i due arrivarono il 24 settembre con circa 10000 uomini.
Il numero dei combattenti probabilmente è esagerato sia per quanto riguarda gli ottomani che per i crociati, ma una cosa è chiara: gli eserciti erano approssimativamente uguali nel numero. Bayezid I venne avvertito da Gian Galeazzo Visconti circa i movimenti delle truppe crociate.

## Battaglia
Prima che cominciasse la battaglia i prigionieri di Rahova furono uccisi dai francesi, ma il motivo resta tuttora sconosciuto.
I francesi e gli inglesi formarono l'avanguardia mentre Sigismondo divise le sue truppe in tre contingenti: il centro venne comandato da lui stesso, l'ala destra venne affidata al comando dei transilvani e l'ala sinistra finì a Mircea di Valacchia.
Bayezid formò un'avanguardia di cavalieri protetta da una linea di picche, una linea di arcieri e di giannizzeri. La parte principale dell'esercito degli ottomani e dei serbi si nascose dietro le colline ad una certa distanza dagli altri.
Credendosi superiori per via delle armature, i francesi caricarono l'avanguardia ottomana, ma si dovettero scontrare con la linea di picche e, mentre tentavano di abbatterla, finirono sotto il tiro degli arcieri. Quindi gli ottomani andarono all'attacco contro la cavalleria, ma poiché non indossavano armature lo scontro finì male per loro: persero oltre 10000 uomini.
I francesi continuarono l'attacco con la cavalleria e uccisero circa 5000 nemici, costringendo gli ottomani a ritirarsi sulla collina. Raggiunta la cima i francesi, esausti per la salita, si trovarono faccia a faccia col resto dell'esercito ottomano. Nello scontro seguente i francesi furono sconfitti definitivamente. Jean de Vienne fu ucciso, mentre Giovanni di Borgogna, Enguerrand VII di Coucy e Jean Le Meingre furono catturati.
Sigismondo andò in aiuto dei francesi e incontrò Bayezid sulla collina: la battaglia scoppiò appena arrivarono i serbi. Tuttavia Sigismondo venne persuaso a ritirarsi dai compagni: avrebbe potuto raggiungere una nave veneziana che lo avrebbe trasportato in tutta sicurezza. Disse al riguardo dei francesi:
Nel tardo pomeriggio Stefano III Lazaro caricò le ali indifese delle truppe ungheresi, chiudendo vittoriosamente la battaglia.

## Conseguenze

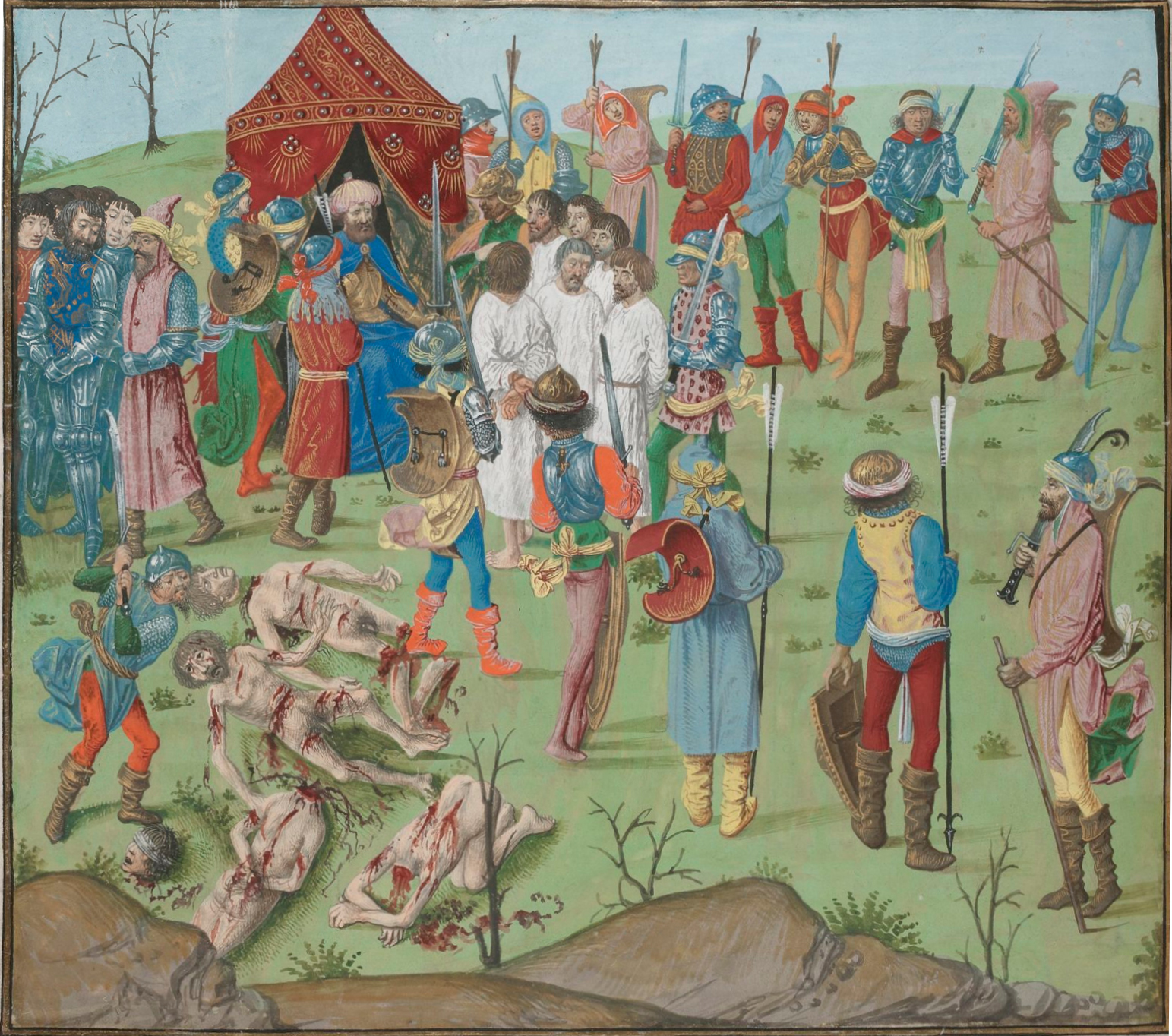
L'esecuzione dei prigionieri

Il 26 settembre Bayezid ordinò di uccidere tremila prigionieri per ripagare i nemici della strage di Rahova e per aver perso, nonostante la vittoria finale, circa 25000 uomini. Non uccise i prigionieri più giovani e li integrò nel suo esercito per compensare le perdite.
Tra coloro che riuscirono a fuggire e ritornare a casa  ci furono Sigismondo, Nikola Gorjanski e Hermann di Cilli. Carlo VI venne avvisato della sconfitta il giorno di Natale.
I cavalieri dell'Europa occidentale cominciarono a perdere il loro entusiasmo per le crociate; i combattimenti tuttavia continuarono in Spagna, nel Mediterraneo e nell'Europa del nord. Inoltre, dopo la sconfitta, Inghilterra e Francia si dichiararono di nuovo guerra. Solo la Valacchia non modificò la sua posizione contro gli ottomani e continuò a combatterli.
La sconfitta di Bayezid da parte di Tamerlano ad Ankara nell'estate del 1402 scatenò un periodo di anarchia nell'Impero ottomano e Mircea ne approfittò assieme al Regno di Ungheria per sferrargli un attacco. Gli ungheresi ed i polacchi vennero sconfitti nella battaglia di Varna nel 1444 e Costantinopoli cadde nel 1453. L'Europa non organizzò altre crociate contro gli ottomani fino al Rinascimento.